# Hammerschlag János
Hammerschlag János (Prága, 1885. december 10. – Budapest, 1954. május 21.) orgona és csembalóművész, zenetörténész, zeneszerző, akadémiai tanár.

## Életpályája
Tanulmányait a budapesti Zeneakadémián végezte, itt szerzett orgonaművészi oklevelet. A Zeneakadémián Koessler János és Antalffy-Zsiross Dezső tanítványa volt. 1912-től írt zenekritikákat, több éven át volt a Pester Lloyd, majd a Nyugat zenekritikusa. 1919. szeptemberétől  haláláig – rövidebb megszakításokkal – a Nemzeti Zenede tanára volt, 1947–1949 között pedig az intézet igazgatója. 1920-ban kamarazene-együttest szervezett, amelyből 1923-ban a Motett- és Madrigáltársulat alakult. Az utóbbinak zenei tanácsadója és karmestere volt.
A régebbi zene kiváló ismerője volt. Főként stílus- és előadástörténeti kérdésekkel foglalkozott.
1954. május 21-én Budapesten érte a halál.

## Emlékezete
Sírja a budapesti Farkasréti izraelita temetőben található. (Parcella: D/1, Szakasz: N/A, Sor:2, Sír:9.)

## Főbb művei
- Zongora- és orgonaművek, Zsoltárkantáta (Dávid és Salamon, 1945)

## Írásai
- Bach (Budapest, 1926)
- Der weltliche Charakter in Bachs Orgelwerken (Bach-Probleme, 1950)
- Wenn Bach ein Tagebuch geführt hätte… ( Budapest, 1955, magyarul: Ha J. S. Bach naplót írt volna..., Zeneműkiadó Vállalat, 1958)